# Станчо Митев
Станчо Манев Митев е български партизанин, офицер, генерал-лейтенант.

## Биография
Роден е на 3 март 1924 г. във великотърновското село Леденик. Завършва мъжката гимназия във Велико Търново. По време на Втората световна война е партизанин. През 1945 г. завършва осеммесечен курс във Военното училище в София. Между 1949 и 1951 г. учи във Военната академия „Фрунзе“. През 1964 г. завършва Генералщабната академия на въоръжените сили на СССР. Защитава докторска дисертация. По време на Българската интервенция в Чехословакия през 1968 г. е представител на Генералния щаб на БНА при Обединеното командване на войските на Варшавския договор. Бил е началник-щаб на Сухопътните войски в продължение на 7 години. От юни 1981 г. е първи заместник-началник на Генералния щаб на Сухопътните войски. От 1981 до 1990 г. е кандидат-член на ЦК на БКП. От 1985 г. е заместник-началник щаб на Обединените въоръжени сили на страните-членки на Варшавския договор. Уволнен от армията след 1990 г. На президентските избори през 1992 г. се кандидатира за вицепрезидент с президент Сийка Петрова. Написва книгите „Партизанската война“ (1966) и спомените „Партизански изгреви“ (Военно издателство, 1982). Умира през 2006 г.